# Crise de Poupanças e Empréstimos
Crise de Poupanças e Empréstimos foi a falência de 1,043 das 3,234 associações de poupanças e empréstimos nos Estados Unidos entre 1986 e 1995: a Federal Savings and Loan Insurance Corporation (FSLIC) encerrou ou liquidou 296 instituições de 1986 a 1989 e a Resolution Trust Corporation (RTC) encerrou ou liquidou outras 747 entre 1989 e 1995.
Uma associação de poupanças e empréstimos (conhecida em inglês como: savings and loan association ou thrift) é uma instituição financeira que aceita guardar depósitos e realiza contratos de mútuo, empréstimos de carros e bens para pessoas físicas (parte de suas funções são realizadas por Fundos de Investimento Imobiliário). Em 1995, o RTC havia fechado 747 dessas instituições por todo o país, comum total de custos que poderiam chegar a algo entre 402 e 407 bilhões de dólares. Em 1996, o Government Accountability Office estimou um total de custos de 160 bilhões de dólares, incluindo 132.1 bilhões que foram resultado de dinheiro dos contribuintes estado-unidenses. O RTC foi criado para resolver essa crise.